# Distribució gaussiana inversa generalitzada
En teoria i estadística de probabilitats, la distribució gaussiana inversa generalitzada (GIG) és una família de tres paràmetres de distribucions de probabilitat contínues amb funció de densitat de probabilitat.
{\displaystyle f(x)={\frac {(a/b)^{p/2}}{2K_{p}({\sqrt {ab}})}}x^{(p-1)}e^{-(ax+b/x)/2},\qquad x>0,}
on Kp és una funció de Bessel modificada del segon tipus, a > 0, b > 0 i p un paràmetre real. S'utilitza àmpliament en geoestadística, lingüística estadística, finances, etc. Aquesta distribució va ser proposada per primera vegada per Étienne Halphen. Va ser redescoberta i popularitzada per Ole Barndorff-Nielsen, que la va anomenar distribució gaussiana inversa generalitzada. Les seves propietats estadístiques es discuteixen a les notes de la conferència de Bent Jørgensen.

## Propietats
Per fixació {\displaystyle \theta ={\sqrt {ab}}} i {\displaystyle \eta ={\sqrt {b/a}}}, podem expressar alternativament la distribució GIG com {\displaystyle f(x)={\frac {1}{2\eta K_{p}(\theta )}}\left({\frac {x}{\eta }}\right)^{p-1}e^{-\theta (x/\eta +\eta /x)/2},}on {\displaystyle \theta } és el paràmetre de concentració mentre {\displaystyle \eta } és el paràmetre d'escala.
Barndorff-Nielsen i Halgreen van demostrar que la distribució GIG és infinitament divisible.
Característica d'una variable aleatòria {\displaystyle X\sim GIG(p,a,b)} es dona com (per a una derivació de la funció característica, vegeu materials suplementaris de)
{\displaystyle E(e^{itX})=\left({\frac {a}{a-2it}}\right)^{\frac {p}{2}}{\frac {K_{p}\left({\sqrt {(a-2it)b}}\right)}{K_{p}\left({\sqrt {ab}}\right)}}}
per {\displaystyle t\in \mathbb {R} } on {\displaystyle i} denota el nombre imaginari.